# Heteralepas cornuta
Heteralepas cornuta är en kräftdjursart som först beskrevs av Darwin 1851.  Heteralepas cornuta ingår i släktet Heteralepas och familjen Heteralepadidae. Inga underarter finns listade i Catalogue of Life.